# Ranunculus × polyanthemoides
Ranunculus × polyanthemoides je druh rostliny z čeledi pryskyřníkovité (Ranunculaceae). Dnešními autory je většinou považován za křížence mezi pryskyřníkem mnohokvětým (Ranunculus polyanthemos) a pryskyřníkem hajním (Ranunculus nemorosus). Svými znaky proto leží někde mezi oběma druhy. Je udáván i z České republiky.